# Made in America
Made in America – amerykańska komedia z 1993 roku.

## Obsada
- Whoopi Goldberg – Sarah Mathews
- Ted Danson – Halbert 'Hal' Jackson
- Will Smith – Tea Cake Walters
- Nia Long – Zora Mathews
- Paul Rodriguez – Jose
- Jennifer Tilly – Stacy
- Peggy Rea – Alberta
- Clyde Kusatsu – Bob Takashima
- David Bowe – Teddy
- Jeffrey Joseph – James
- Rawley Valverde – Diego
- Fred Mancuso – Bruce
- Charlene Fernetz – Paula
- Shawn Levy – Dwayne

## Fabuła
Zora Mathews jest jedyną córką Sarah. Matka sama opiekowała się nią. Podczas lekcji biologii Zora poznaje metody dziedziczności komórek. Robi sobie badania i odkrywa, że grupa krwi rodziców nie zgadza się z jej grupą. Wtedy Sarah wyznaje, że Zora jest dzieckiem z probówki - skorzystała z banku nasienia. Zora postanawia odkryć prawdę. Jej ojcem jest znany z TV Halbert Jackson - sprzedawca samochodów. Nie byłoby w tym nic dziwnego, gdyby nie fakt, że Hal jest biały.